# Cobubatha subterminata
Cobubatha subterminata är en fjärilsart som beskrevs av George Francis Hampson 1910. Cobubatha subterminata ingår i släktet Cobubatha och familjen nattflyn. Inga underarter finns listade i Catalogue of Life.